# Aguacateros de Michoacán
Los Aguacateros de Michoacán son un equipo de la Liga Nacional de Baloncesto Profesional con sede en Morelia, Michoacán, México.

## Historia
Los Aguacateros de Michoacán debutaron en la temporada 2017-2018 en la LNBP, tomando el lugar de las Garzas de Plata de la UAEH.

## Gimnasio
Los Aguacateros de Michoacán juegan en el Auditorio de Usos Múltiples de la UMSNH con una capacidad para 3,500 aficionados.

## Jugadores

### Roster actual
Actualizado al 3 de noviembre de 2020.
"Temporada 2020"
| Aguacateros de Michoacán Roster 2020 |    |                           |                                  |
| C U E R P O T É C N I C O            |    |                           |                                  |
| Entrenador                           |    | Bandera de Argentina      | Nicolás Casalánguida             |
| Asistente                            |    | Bandera de Venezuela      | Ronald Guillén                   |
| J U G A D O R E S                    |    |                           |                                  |
| Base                                 | 8  | Bandera de Estados Unidos | Donald Sims                      |
| Alero                                | 10 | Bandera de Argentina      | Facundo Piñero                   |
| Escolta                              | 12 | Bandera de Estados Unidos | Avry Holmes                      |
| Ala-pívot                            | 13 | Bandera de Estados Unidos | Tristan Spurlock                 |
| Alero                                | 16 | Bandera de Estados Unidos | Rodney Green                     |
| Pívot                                | 17 | Bandera de México         | Alejandro Reyna Martinez         |
| Ala-pívot                            | 20 | Bandera de México         | Raúl Olalde Vázquez              |
| Base                                 | 23 | Bandera de Estados Unidos | Michael Perez                    |
| Escolta                              | 24 | Bandera de México         | Omar de Haro Gutiérrez           |
| Base                                 | 25 | Bandera de Argentina      | Cristian Gabriel Cortes Balbuena |
| Escolta / Alero                      | 27 | Bandera de Panamá         | Daniel Oscar Girón Villarreal    |
| Pívot                                | 33 | Bandera de Estados Unidos | Rodrigo Adrián Zamora Fernández  |
| Pívot                                | 55 | Bandera de Estados Unidos | Jerome Dieu Donne Meyinsse       |
| = Capitán                            |    |                           |                                  |

 =  Cuenta con nacionalidad mexicana. 